# Ленджешть
Ленджешть, Ленджешті (рум. Lăngești) — село у повіті Арджеш в Румунії. Входить до складу комуни Лунка-Корбулуй.
Село розташоване на відстані 108 км на захід від Бухареста, 19 км на південь від Пітешть, 87 км на північний схід від Крайови, 124 км на південний захід від Брашова.

## Населення
За даними перепису населення 2002 року у селі проживали 397 осіб, усі — румуни. Усі жителі села рідною мовою назвали румунську.